# Veliki Grabičani
Veliki Grabičani falu Horvátországban Kapronca-Kőrös megyében. Közigazgatásilag Apajkeresztúrhoz tartozik.

## Fekvése
Kaproncától 15 km-re, községközpontjától 6 km-re délnyugatra, a Kemléki-hegység völgyében fekszik.

## Története
1857-ben 154, 1910-ben  220 lakosa volt. 1920-ig Varasd vármegye Ludbregi járásához tartozott. 2001-ben 113 lakosa volt.

## Külső hivatkozások
Rasinja község hivatalos oldala